# Christian Friele

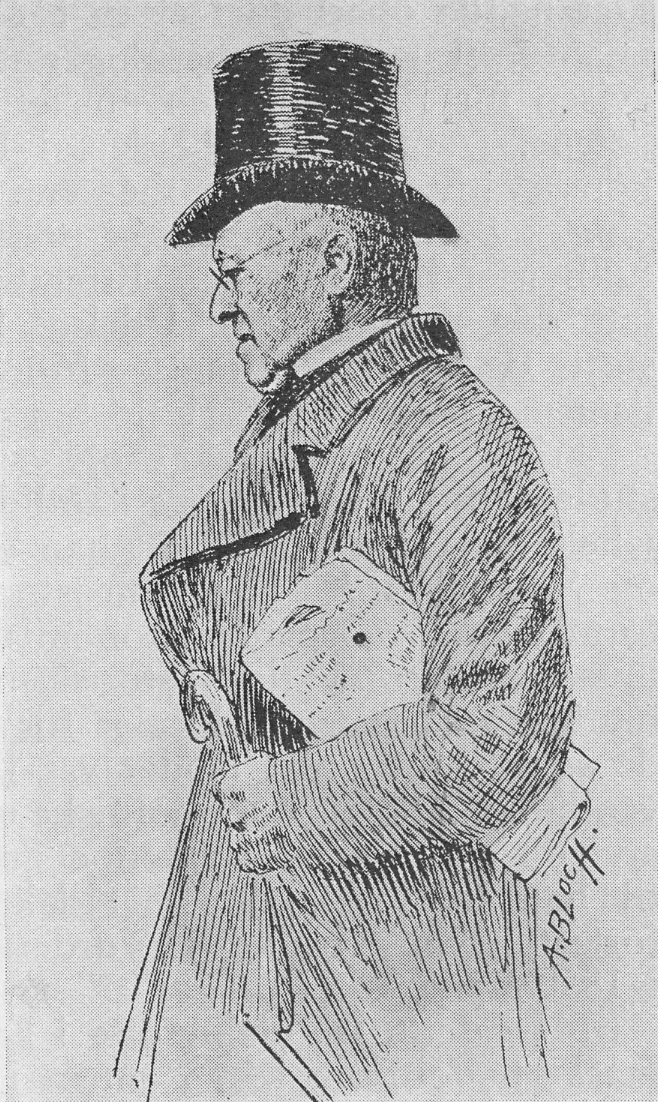
Christian Friele, gezeichnet von Andreas Bloch

Christian Frederik Gottfried Friele (* 22. Mai 1821 in Bergen; † 24. Januar 1899 in Kristiania) war ein norwegischer Redakteur.

## Leben
Seine Eltern waren der Kaufmann Ole Morup Friele (1790–1852) und dessen Frau Louise Engelche Bohr (1796–1869). Am 12. Dezember 1860 heiratete er Marie Cathrine Lasson (12. November 1827 – 7. Oktober 1909), Tochter des Richters am Obersten Gerichtshof Peder Carl Lasson (1798–1873) und dessen Frau Ottilia Pauline Christine von Munthe von Morgenstierne (1804–1886). Christian Friele war ein Cousin des Geschäftsmanns und Zoologen Herman Friele.
Friele gehörte zu den markantesten Persönlichkeiten und einflussreichsten Redakteuren in Norwegens Zeitungsgeschichte. Unter seiner Leitung wurde Morgenbladet ein konservatives Kampfblatt für die Regierung und den Beamtenstand in den politischen Auseinandersetzungen seiner Zeit.
Friele legte 1838 sein Examen artium und 1851 sein juristisches Examen ab. Während dieser Zeit war er Mitglied im Kreise Johan Sebastian Welhavens und zeitweise auch Mitglied im Intellektuellenzirkel Det lærde Holland. 1852 schrieb er in der Zeitung Christiania-Posten und 1854 wurde er im Morgenbladet zuständig für das Storting, 1857 wurde er Redakteur, und von 1865 bis 1893 war er Chefredakteur des Blattes. Er war in seinen Leitartikeln polarisierend, vertrat eigene Meinungen scharf und oft beißend. Sein Hauptfeind in der Presselandschaft war Hagbard Berner, linker Chefredakteur des Dagbladet, der ein erweitertes Wahlrecht, Gleichstellung der Frau, den Parlamentarismus und die Freiheit in der Kultur forderte. Frieles Verdikt: „Es scheint, dass der Abgrund der Prostitution nicht so tief ist, als dass Herr Berner sich nicht mit Freude hineinstürzte, wenn er sich einbildet, dass es die Interessen seiner Partei erfordern.“
Er war ein prominentes Beispiel für selbstgewisse Meinungsmacher, die keine große Energie auf tiefere Einsichten verwandten. Er las kaum einmal ein Buch. Man sagte von ihm, dass die Mängel in seinen Kenntnissen seinen Beweisführungen die Unerschütterlichkeit verliehen, die mit größerem Detailwissen nicht möglich gewesen wäre. Er besuchte nie das Theater, ein Konzert oder einen Vortrag und las allenfalls andere Zeitungen. Dass er trotzdem mit seinen Gewissheiten Erfolg hatte, lag daran, dass ihm als Redakteur Türen offenstanden, die anderen verschlossen waren. Er vertrat eine konservative Politik und pflegte loyalen Umgang mit vielen mächtigen Persönlichkeiten. Er verkörperte den Redakteur als Mitwisser. Seine Diskretion wurde als einzigartig geschildert und war Ursache für die Machtstellung, die Morgenbladet unter ihm erreichte. Er war ein Mann mit Kontakten. Er hatte mehr Mitarbeiter außerhalb der Redaktion als innerhalb. Das waren Professoren, Politiker, Kaufleute und andere Persönlichkeiten des öffentlichen Labens, die ihm die Artikel diktierten oder ihn inspirierten. Dagegen wurde das Kulturleben völlig vernachlässigt. Als konservativer Meinungsmacher trat er auch für die Unions-Flagge ein und verschickte viele billige Flaggen mit der Unionsmarke in die verschiedenen Landesteile.
Er wirkte in einer Zeit, in der sich die Rolle des Redakteurs in der norwegischen Pressegeschichte änderte. Auf der einen Seite vertrat er die Interessen der politischen und ökonomischen Führung, auf der anderen Seite stilisierte er sich als furchtloser und unabhängiger Geist, der sich seiner eigenen Rolle als Redakteur wohl bewusst ist. So wies er den St.-Olavs-Orden mit der Begründung zurück: „Ein königliches Morgenblatt? Es gibt keinen sichereren Weg, das Blatt und dessen Position zu kompromittieren!“
Er bemühte sich andererseits um eine strenge Trennung zwischen seiner Polemik und der Reportage. Auch die Sicht der Gegner sollte in korrekter Weise wiedergegeben werden, am besten in kurzen Referaten, die die Neuigkeiten von In- und Ausland durchaus verdrängten. Er ließ sich auch nicht dazu hinreißen, sittliche Verfehlungen seiner politischen Gegner zu veröffentlichen und bemerkte dazu nur, der Geschlechtstrieb sei unter den Parteien gleichmäßig verteilt.
Er wurde auch nicht Mitglied in der ersten „Journalistenvereinigung“, die 1883 gegründet worden war und den er immer nur als einen „Sjofelist-foreningen“ (Obszönen Verein) bezeichnete. Auch in dem von ihm mitgegründeten konservativen „Presseverein“ zeigte er sich nie. Dieser ernannte ihn nach dem Ende seiner Tätigkeit zum Ehrenmitglied. Aber er soll sich für die Ehre nie bedankt haben.
Als sich 1884 der Parlamentarismus durchsetzte und die Konservativen eine Niederlage erlitten, wurde dies als Niederlage Frieles betrachtet, und sein Einfluss ging schlagartig zurück. 1893 gab er seinen Posten als Chefredakteur aus Alters- und Gesundheitsgründen auf.